# Сафа Герай (калга)
Сафа́ Гера́й (Гире́й) (крым. Safa Geray, صفا گرای‎; умер в 1591 году) — крымский калга (1584) и нурэддин (1588—1591), сын крымского хана Мехмеда II Герая (1577—1584).

## Биография
В 1584 году крымский хан Мехмед II Герай поднял мятеж против османского владычества, отказался участвовать в ирано-турецкой войне и осадил турецкую крепость Кафу. Султан Мурад III назначил новым крымским ханом Исляма II Герая, младшего брата Мехмеда II Герая, и отправил его в Крым с большим турецким отрядом. Ислям Герай с янычарами высадился в Кафе, где к нему вскоре присоединись братья Алп Герай, Шакай Мубарек Герай и Селямет I Герай. Крымская знать также признала власть Исляма II Герая. Свергнутый хан Мехмед II Герай вместе с семьёй бежал из Крыма, надеясь найти убежище и поддержку в Малую Ногайскую орду. Однако в окрестностях Перекопа он был настигнут и убит своим младшим братом, калгой Алпом Гераем. Но его сыновья Саадет, Сафа и Мурад спаслись бегством и прибыли в ногайские улусы.
В том же 1584 году Саадет Герай с братьями Сафой Гераем и Мурадом Гераем, собрав 15-тысячное ногайское войско, предпринял первый поход против своего дяди, хана Исляма II Герая. Саадет Герай вступил в Крым и захватил Бахчисарай, где провозгласил себя ханом. Он назначил своих братьев Сафу Герая и Мурада Герая калгой и нурэддином. Свергнутый хан Ислям II Герай бежал в Кафу, откуда обратился за помощью в Стамбул. Османский султан Мурад III отправил к нему на помощь три тысячи янычар. Ислям Герай и Алп Герай с турецким войском выступили в поход против своих племянников, которые были разбиты в битве в долине реки Индол. Саадет Герай с братьями вынужден был отступить из Крыма в ногайские улусы. В следующем 1585 году Саадет  во главе ногайского войска предпринял второй поход на Крым, но был остановлен и отражён калгой Алпом Гераем. Саадет Герай, лишившись поддержки Малой Ногайской орды, отправился в Кумыкию, а его младшие братья Сафа Герай и Мурад Герай — в Черкессию и Астрахань. Саадет Герай рассчитывал найти поддержку в Большой Ногайской орде, издавно враждовавшей с Крымским ханством, у шамхала тарковского в Дагестане. Мурад Герай прибыл в Астрахань, откуда обратился за военно-политической помощью к русскому правительству и был приглашен царём в Москву. Сафа Герай надеялся на поддержку западных черкесов (Жанэ). Из Черкесии Сафа Герай переписывался с донскими и украинскими казаками. Братья Саадет Герай и Сафа Герай вступили в переговоры с Русским государством, а их брат Мурад Герай весной 1586 года прибыл в Москву, где был с большими почестями принят самим царем Фёдором Иоанновичем. В сентябре 1586 года царевич Мурад Герай, назначенный астраханским наместником, был отправлен из столицы по Волге в Астрахань. Его братья Саадет и Сафа получили разрешение кочевать с большими ногаями под Астраханью.
Осенью 1586 года царевич Сафа Герай со своими сторонниками (до 100 человек) прибыл из Черкесии в Кумыкию, где присоединился к своему старшему брату Саадету Гераю. В октябре 1586 года русские власти от имени Мурада Герая отправили гонцов в Кумыкию, призывая царевичей Саадета и Сафу приехать в Астрахань. Саадет Герай с семьей прибыл в Астрахань, а его брат Сафа Герай отказался сотрудничать с русским правительством. В 1587 году Сафа Герай находился в Черкесии и Малой Ногайской орде. Осенью того же 1587 года в Астрахани внезапно скончался Саадет Герай.
Весной 1588 года скончался крымский хан Ислям II Герай. Османский султан Мурад III назначил новым ханом его брата Гази II Герая. Ещё летом 1587 года Гази Герай, находившийся тогда ещё в Стамбуле, вступил в переписку со своими племянниками Сафой и Мурадом. В апреле 1588 году новый хан Гази II Герай с турецкими янычарами прибыл из Стамбула в Крым. Вскоре он отправил гонцов к Сафе и Мураду, предлагая им вернуться в Крым, обещая им высокие должности при своём дворе. В мае 1588 года Сафа Герай со значительной делегацией крымскотатарской знати вернулся в Крым, где Гази II Герай назначил его нурэддином. В июне 1588 года на тайной встрече с русским посланцем И. Судаковым-Мясным нурэддин Сафа Герай попросил отпустить его брата Мурада Герая из Астрахани в Крым, где Гази II Герай обещал назначить его калгой.
Зимой 1589 года по поручению хана Гази II нурэддин Сафа Герай руководил переводом улусов ногайских мурз на их старые кочевья. Вначале были возвращены мурзы Араслан Дивеев и сыновья Есинея Дивеева со своими улусами (до 10 тысяч человек). Однако попытка крымцев добиться перекочевки Больших ногаев не имела успеха. Ногайские мурзы со своими улусами (до 15 тысяч человек), кочевавшие на левой стороне Дона, отказались переправляться на правую сторону Дона и поступать в подданство крымского хана. Нурэддин Сафа Герай при содействии казыевского мурзы Якшисата попытался силой заставить улусы Больших ногаев перейти Дон. Была захвачена только часть ногайских улусов, а большинство улусов и мурз Больших ногаев бежало под Астрахань.
В 1591 году Сафа Герай участвовал в большом военном походе хана Гази II Герая, на Русское царство. В июне огромное крымскотатарское войско под предводительством хана вступило в южнорусские владения и стало быстро продвигаться к Москве. Царское правительство сконцентрировало под столицей большую русскую рать. Русские воеводы разбили передовые крымские отряды в боях под селом Котлы и организовали ночное нападение на ханский лагерь в селе Коломенском. Хан Гази II Герай, получив информацию о приближении к Москве новых подкреплений, стал поспешно отступать от Москвы на юг. Русские воеводы с конными отрядами стали преследовать отступающее крымское войско, разбивая и уничтожая отдельные отряды противника, отделившиеся от главных сил. После возвращения из московского похода в Крым нурэддин Сафа Герай скончался от болезни.